# Modugno (1961)
Modugno è il 10º album del cantautore italiano Domenico Modugno, pubblicato il 15 maggio del 1961.

## Il disco
La canzone Ojala' faceva parte della colonna sonora del film Vacanze in Argentina, invece Mafia era inserita ne L'onorata società, mentre Don Fifì, un anno prima della sua pubblicazione su disco, era stata inserita nella colonna sonora del film Appuntamento a Ischia.
Micio nero è la versione in italiano di Musciu niuru, una canzone pubblicata sette anni prima con il testo in dialetto salentino.
Tutti i brani dell'album, comunque, erano stati pubblicati su 45 giri nel corso del 1960 o 1961.
Le canzoni sono eseguite da Domenico Modugno e il suo quintetto, tranne 'O sole mio, eseguita con l'orchestra di Sonny Burke.
La copertina del disco, molto semplice, è costituita da una serie verticale di strisce bianche e nere affiancate, con la scritta Modugno.

## Tracce
LATO A
1. Sì, sì, sì (testo e musica di Domenico Modugno)
2. Notte di luna calante (testo e musica di Domenico Modugno)
3. Micio nero (testo e musica di Domenico Modugno)
4. Ojala' (testo di Guido Leoni; musica di Domenico Modugno)
5. Mi dai la carica (testo di Franco Migliacci; musica di Domenico Modugno)
6. Giovane amore (testo e musica di Domenico Modugno)

LATO B
1. Corriamoci incontro (testo di Vinicio Garavaglia; musica di Domenico Modugno)
2. La neve di un anno fa (testo di Riccardo Pazzaglia; musica di Domenico Modugno)
3. Don Fifì (testo di Domenico Modugno e Franco Migliacci; musica di Domenico Modugno)
4. 'O sole mio (testo di Giovanni Capurro; musica di Eduardo Di Capua)
5. Mafia (testo di Riccardo Pazzaglia; musica di Domenico Modugno)
6. Dalla mia finestra sul cortile (testo di Franco Migliacci; musica di Enrico Polito)